# Saint-Jean-de-Côle
Saint-Jean-de-Côle è un comune francese di 356 abitanti situato nel dipartimento della Dordogna nella regione della Nuova Aquitania.

## Società

### Evoluzione demografica
Abitanti censiti